# チョッピーノ

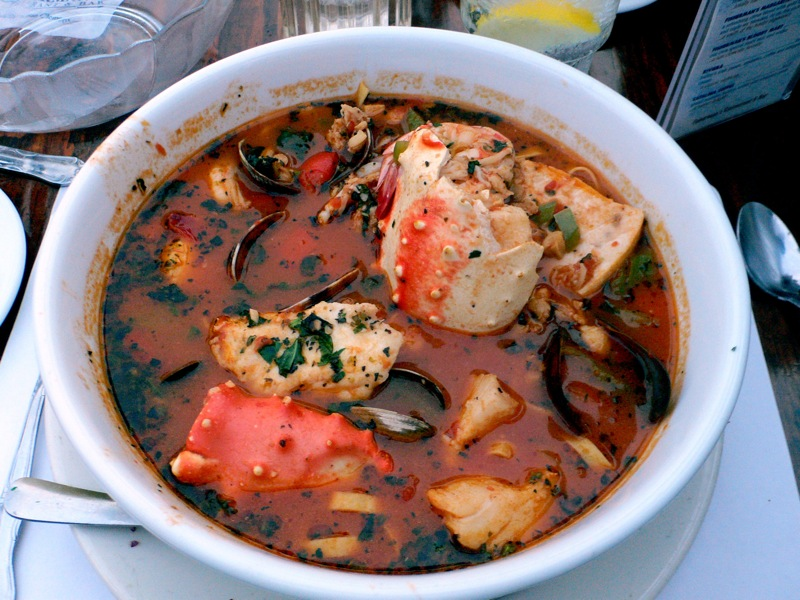

チョッピーノ(Cioppino)は、カリフォルニア州サンフランシスコの海鮮シチューの一種である。
チョッピーノはイタリア系アメリカ料理と考えられており、イタリアのさまざまな地方の海鮮スープおよびシチュー料理と関係がある。

## 概要

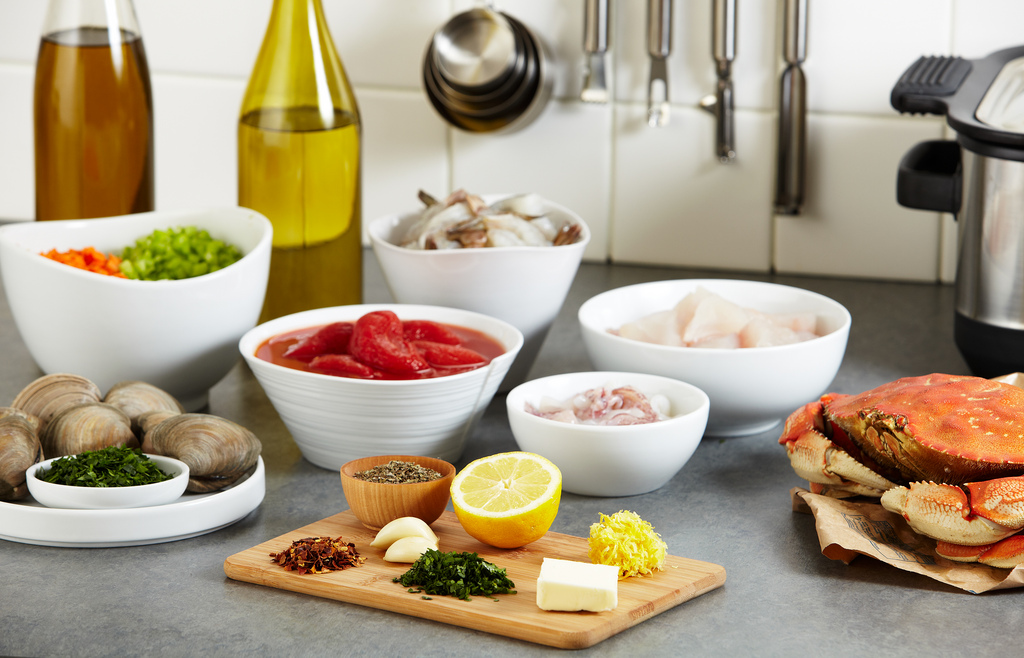
チョッピーノの材料

伝統的にチョッピーノはその日に獲れた魚介で作られるもので、サンフランシスコではダンジネスクラブ、クラム、エビ、ホタテ、イカ、ムール貝、および太平洋で獲れた各種の魚を使用するのが普通である。これらのシーフードを、生トマトを使ったワインソースで合わせ、トースト、その地方のサワードウまたはフランスパンを添えて提供する。

## 歴史
チョッピーノは、サンフランシスコ近傍のノースビーチに入植したイタリアの漁師たち（多くはジェノヴァ出身者だった）によって1800年代末に開発された。チョッピーノが考案されたのは1880年代のノースビーチのバーバリ・コースト地区で、1865年に移住したアンコーナ出身の魚卸売業者アシル・パラディーニ(Achille Paladini)によるものである。
もともとは洋上の漁船の上で作られる料理だったが、後にサンフランシスコに拡大したイタリアンレストランには欠かせない主要メニューになった。
チョッピーノという名前は、ジェノヴァで使われていたリグリア語で「刻む」「刻まれた」を意味するチュッピン（ciuppin）に由来する。これは、その日獲れた魚の残り物を刻んで煮込んで作ったことを表している。
チュッピンは、リグーリア州の伝統的スープの名でもある。これは味はチョッピーノに似るが、トマトはチョッピーノより少なく、その分地中海シーフードが使われる。他のイタリアの地方のシーフードシチューの祖でもある。例えば、トスカーナのカッチュッコ（it）、アブルッツォのブロデット他である。
似たような料理は、ポルトガルからギリシャまで地中海沿岸で見ることができる。例えば、カタロニアのスケット・デ・ペシュ、プロヴァンスのブイヤベースなどである。

## 提供の方法
具材のシーフードは殻つきで提供されることが多い。カニは殻つきのまま半割りか四つ割りで出される。したがって、チョッピーノを食べる時はカニ用フォークや殻割りばさみのような専用の食器を必要とする。
レストランによってはエプロン、おしぼり、および殻を入れるための器を出されるところもある。
俗に「不精者のチョッピーノ」と呼ばれる変種は、あらかじめ殻が割られているか殻抜きで提供される。